# Жангизкудук
Жангизкуду́к (каз. Жалғызқұдық) — село у складі Цілиноградського району Акмолинської області Казахстану. Адміністративний центр Жарликольського сільського округу.
Населення — 1758 осіб (2021; 1883 у 2009, 1991 у 1999, 2093 у 1989).
Національний склад станом на 1989 рік:
- німці — 69 %;
- казахи — 23 %.

У радянські часи село називалось також Джангізкудук.